# 智行ちゃん誘拐殺人事件
智行ちゃん誘拐殺人事件（ともゆきちゃんゆうかいさつじんじけん）は、1964年（昭和39年）12月21日に日本の宮城県仙台市で発生した身代金目的の誘拐殺人事件。かつて天津 七三郎の芸名で活動していた元映画俳優の車 興佶（事件当時29歳）が身代金目的で、男児A（当時5歳）を誘拐・殺害した。
犯人の車は刑事裁判で死刑を求刑されたが、第一審の仙台地方裁判所は被告人の車を無期懲役とする判決を言い渡した。しかし検察官が控訴したところ、仙台高等裁判所は原判決を破棄自判し、車を死刑とする控訴審判決を言い渡した。車は最高裁判所へ上告したが、1968年（昭和43年）に最高裁で上告棄却の判決を言い渡されて死刑判決が確定、1974年（昭和49年）7月5日に宮城刑務所で死刑を執行された（39歳没）。車は日本の芸能人で死刑となった唯一の人物である。

## 天津七三郎
犯人の車 興佶は1935年（昭和10年）に仙台市で生まれ、事件当時は29歳だった。父は警察官だったが、中学生時代に結核で病死する。
高校進学後、自身も病弱で学校を長欠したことや母が別の男性と同居するようになったため、単身上京し「天津 七三郎」の芸名で映画俳優となる。だが、俳優時代に多くの出費をして母の援助に頼り、母自身も同居男性から借金をするような状況であった。加えて、女性問題もあって1962年末頃に俳優業を辞め、帰郷して母と自らの借金の返済に当たるべく、会社をいくつか設立するがいずれも失敗した。1964年春に手形の期日延長を申し入れた際に被害者である男児A（事件当時5歳）の父親と知り合った。
その後、車は家庭を持つに至ったが、借金も増え続け、その返済を迫られて犯行に及んだものだった。犯行を着想するに際しては、前年発生して当時は未解決だった吉展ちゃん誘拐殺人事件も念頭にあったと一審判決で認定されている。

## 犯行
1964年12月21日、仙台市内に住んでいた被害者の男児A（当時5歳）が、自宅に掛かってきた通園先の幼稚園の外国人神父が帰国するので記念写真を撮影するため来園してほしいという内容の電話で出向いたところを、乗用車に乗った車により連れ去られた。
車は言を左右にしてAを乗用車で連れ回し、やがてAは帰りたいと泣いたり暴れたりした。Aが助手席に立ち上がった際に車が首をつかんで揺さぶったところ、Aは失神し、車はAを車のトランクに入れ、その後ロープで首を絞めて殺害した。この間、車は身代金を要求する電話を掛けたが、繋がらなかった。
車は帰宅してAの遺体を物置に放置した後、改めて母親に身代金500万円を用意するよう電話を掛け、同日夜に指定した場所に現金を受け取りに現れたところを逮捕された。
事件後、被害者の墓は長徳寺（仙台市太白区向山）に建てられた。

## 刑事裁判

### 第一審
刑事裁判の第一審初公判は1965年（昭和40年）1月26日に仙台地方裁判所第1刑事部（裁判長：佐々木次雄、陪席裁判官：高井清次・斎藤清実）で開かれ、罪状認否で被告人の車は起訴事実を認めた。仙台地方検察庁からの公判出席検事は前田亮知（同地検刑事部長）・宮城賢一、車の弁護人は南出一雄・長谷川英雄。
同年2月23日の第2回公判で、仙台地裁は弁護人からの申請を受けて殺害現場・死体遺棄現場の現場検証を行うことを決め、同月27日に殺害現場（富谷射撃場）と死体遺棄現場（車の自宅物置）の検証を実施した。第3回公判は同年3月8日に開かれ、その次回公判（3月23日）で検察官による論告求刑と弁護人による最終弁論が行われ、結審することとなった。
第一審公判は同年3月23日の論告求刑公判で結審し、検察官の前田は車に死刑を求刑した。これは、吉展ちゃん誘拐殺人事件などを契機に誘拐罪のうち営利誘拐の罰則を引き上げる刑法改正後、初の誘拐事件に対する死刑求刑だった。一方で弁護人は最終弁論で、車の性格は論告で指摘されたような残酷なものではなく、犯行も計画的ではない旨や、死刑が同種犯罪に対して有している予防効果への疑念を述べた。

#### 無期懲役判決
仙台地裁は1965年4月5日の第一審判決公判で、車の犯行は極刑に相当するとしながらも、その生い立ちや殺害が偶発的であったこと、逮捕後の改悛を情状として無期懲役を言い渡した。この判決は初公判から約2か月で言い渡されており、異例のスピード審理であると評されているが、これは事実関係が争点にならなかったことが要因とみられている。同地裁は主文の言い渡しを後回しにし、判決理由で犯行の悪質性や社会的影響を考慮すればその罪は極刑に値すると指弾したが、車の生い立ちや借金を抱えた経緯、そして借金で追い詰められた末に犯行におよんだ点には同情の余地があるとことを指摘し、犯行後に深く反省し、全面的に自供していることも踏まえ、無期懲役を選択したと述べた。判決後、裁判長の佐々木次雄は「被告人の権利を守ってやるのは裁判所だ。憎しみやみせしめのためだけで刑を重くすることがあってはならないと思う」と閉廷後にコメントした一方、被害者の父親は判決言い渡しの途中で席を蹴って退廷した。
仙台地検はこの判決は量刑不当であるとして、その日のうちに仙台高等裁判所へ控訴した。

### 控訴審
控訴審は仙台高裁第2刑事部（細野幸雄裁判長）に係属した。控訴審でも第一審と同様、車は犯行事実を全面的に認めたため、情状と量刑が争点となった。
控訴審の初公判は1965年10月12日に開かれた。同公判に出席した仙台高等検察庁刑事部長検事の佐々木衷は控訴趣意書で、誘拐殺人の社会的影響の大きさに加え、犯行は計画性が高く、殺害行為だけを切り離して偶発的と断じることはできないとする主張や、原判決は被告人に有利な情状を過大に考慮しているという主張を展開、また車は被害者を殺害する前にパンの一欠片すら与えていないとして、被害者を無事に解放するための努力すらしていないと指摘し、死刑適用を求めた。一方で弁護人の南出一雄と長谷川英雄は、原判決の認定と同じく、車には当初から被害者を殺害する意思があったわけではなく、犯行は偶発的なものであると反論、また死刑判決を言い渡すことは死刑廃止の世界的な潮流に逆行するという旨や、車が深く反省し、被害者の冥福を祈っていることなどを考慮すべきであると主張、控訴棄却を求めた。
同年11月30日の第2回公判では身代金要求の電話の声を録音したテープなどの証拠物・証拠書類が調べられた。同月15日、裁判官や検察官、弁護人らによる殺害現場の検証が行われた。1966年（昭和41年）1月31日の対4回公判では、車が収監されていた仙台拘置支所の看守や教誨師らが拘置所内での車の生活態度などについて証言した。
控訴審の公判は1966年9月16日に開かれた第9回公判で結審し、検察官は同日の最終弁論で、車は獄中で個人的な「悟り」の心境に至っているにしても、自らの犯行が与えた社会的影響に対する反省の念は認められないとした上で、この事件は金を得るため、卑劣な手段で社会を不安に陥れたものであり、それぞれ東京地方裁判所で死刑判決が言い渡された雅樹ちゃん誘拐殺人事件や吉展ちゃん誘拐殺人事件にも匹敵する事件であるとして、改めて車を死刑に処すよう求めた。
控訴審の公判担当検事である佐々木衷は、「どうか、裁判長が、ぼくと同じ気持ちになってほしい」という考えで立証活動を行っていたといい、前述の雅樹ちゃん事件や吉展ちゃん事件の判決文の写しを公判で証拠として提出していた。

#### 死刑判決
仙台高裁第2刑事部（細野幸雄裁判長）は1966年10月18日の控訴審判決公判で、「本件殺人を目して、単純な全くの偶発的犯行と同一視することは到底できない」とし、生い立ちなどの事情を「加味斟酌しても、前叙その他審理にあらわれた一切の情状を総合してみれば、被告人に対しては極刑をもって臨むのが相当である」と原判決を破棄し、車を死刑とする控訴審判決を宣告した。この控訴審判決は原判決とは異なり、車の情状よりも犯行の社会的影響の重大性を重視した判決であると評されている。
車は判決を静かに聞いており、判決言い渡し後に裁判長の細野から「上告できるんですよ」と言われても大きく首を横に振っていたことから、『読売新聞』では後者の行動は〝極刑受諾〟の意思表示であったと報じられている。前述の第一審判決を仙台地裁の裁判長として言い渡した佐々木次雄はこの判決を受け、「一審では自信をもって判決を下しただけに、意外という感じがした」と述べている。また佐々木衷は判決について「全面的に勝った」と語りながらも、仮に控訴棄却の判決が言い渡されていた場合は車に面会して「おめでとう。よかったね」と言ってやりたかった、という複雑な心境も語っていた。

### 死刑確定・執行
車は弁護人の南出一雄を通じて上告したが、1968年（昭和43年）7月2日に最高裁判所第三小法廷（田中二郎裁判長）で上告棄却の判決を言い渡され、死刑が確定する。
かくして車は死刑確定者（死刑囚）となり、1974年（昭和49年）7月5日に宮城刑務所で死刑を執行された（39歳没）。車は死刑執行の1、2年前から精神的に落ち着きを見せ、獄中で自身の罪を悔いながら被害者の冥福を祈っていたという。

## 関連文献
- 斎藤充功『誘拐殺人事件』同朋舎出版、1995年